# Pièces en euro du Luxembourg

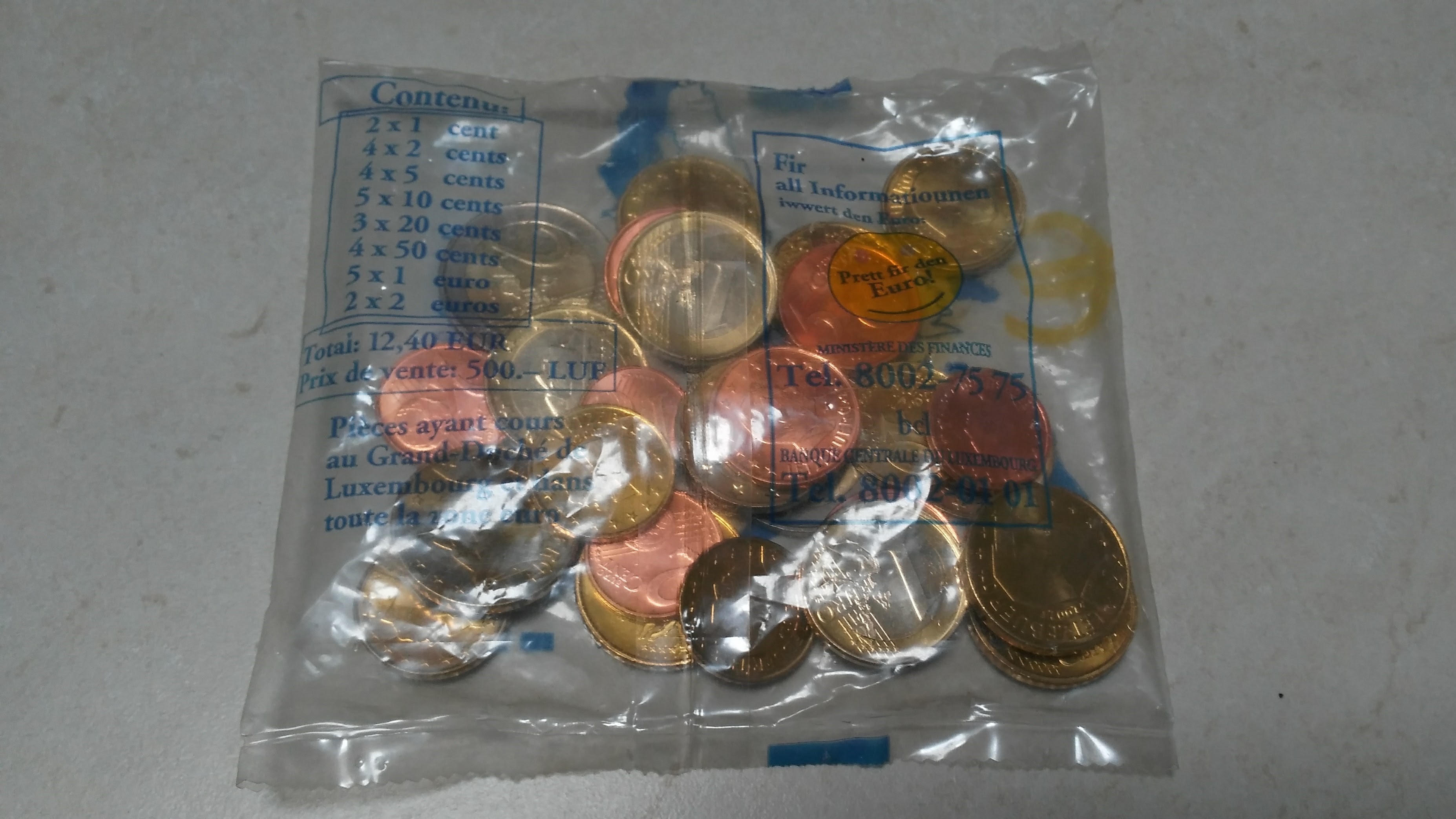
Starter kit luxembourgeois.

Les pièces en euro du Luxembourg sont les pièces de monnaie en euro frappées par différents pays de la zone euro pour le Luxembourg. L'euro a remplacé l'ancienne monnaie nationale, le franc luxembourgeois, le 1er janvier 1999 (entrée dans la zone euro) au taux de conversion de 1 euro = 40,3399 francs. Les pièces en euro luxembourgeoises ont cours légal dans la zone euro depuis le 1er janvier 2002.

## Pièces destinées à la circulation

### Face commune et spécifications techniques
Comme toutes les pièces en euro destinées à la circulation, les pièces luxembourgeoises répondent aux spécifications techniques communes et présentent un revers commun utilisé par tous pays de la zone euro. Celui-ci indique la valeur de la pièce. Le Luxembourg utilise la deuxième version du revers depuis 2007.

### Faces nationales des pièces courantes

#### 1resérie: Henri (2002-2025)
Comme le veut l'article 39 de la Constitution du Luxembourg, c'est le grand-duc qui a le pouvoir de battre la monnaie. Le grand-duc Jean a choisi de faire représenter son héritier, Henri, sur les pièces en euro. Celui-ci deviendra grand-duc, en 2000, avant l'introduction des pièces en euro. La loi luxembourgeoise exige en effet que toutes les pièces de monnaie luxembourgeoises portent l'effigie du grand-duc régnant au moment de leur mise en circulation.
Les huit pièces luxembourgeoises présentent trois effigies différentes du grand-duc Henri, réalisée par Yvette Gastauer-Claire et tournées vers la droite. Sur tous les dessins figurent les douze étoiles de l'Union européenne, disposées différemment :
- Sur les pièces de 1 à 5 centimes, le nom du pays émetteur LËTZEBUERG (en bas), le millésime et les étoiles forment un cercle autour de l'effigie.
- Sur les pièces de 10 à 50 centimes, les étoiles et le nom du pays émetteur forment ce cercle. Le nom du pays LËTZEBUERG est indiqué à gauche avec le millésime juste en dessous, dans la nuque du grand-duc.
- Sur les pièces de 1 et 2 euros, les étoiles sont disposées comme sur le drapeau européen. La partie arrière de l'effigie est masquée par le nom du pays émetteur LËTZEBUERG et le millésime.

Le premier millésime indiqué est 2002, date de la mise en circulation des pièces.
La description des faces nationales du Luxembourg et des quatorze autres pays ayant adopté l'euro fiduciaire en 2002 a été publiée dans le Journal officiel de l'Union européenne, le 28 décembre 2001.
| 1 centime                   | 2 centimes                  | 5 centimes                                                                    |
| --------------------------- | --------------------------- | ----------------------------------------------------------------------------- |
|                             |                             |                                                                               |
| Effigie du Grand-Duc Henri. |                             |                                                                               |
| 10 centimes                 | 20 centimes                 | 50 centimes                                                                   |
|                             |                             |                                                                               |
| Effigie du Grand-Duc Henri. |                             |                                                                               |
| 1 euro                      | 2 euros                     | Gravure sur la tranche (2 euros)                                              |
|                             |                             |                                                                               |
| Effigie du Grand-Duc Henri. | Effigie du Grand-Duc Henri. | 2**, répété 6 fois, orienté alternativement de bas en haut et de haut en bas. |

#### 2esérie: Guillaume (à partir de 2026)
Le 24 décembre 2024, à l'occasion de son traditionnel discours de fin d’année, le grand-duc Henri annonce qu'il abdiquera le 3 octobre 2025 et que son fils Guillaume lui succédera. Le portrait du nouveau grand-duc apparaîtra sur les pièces émises à partir de 2026.

### Pièces commémoratives de 2 euros
Le Luxembourg émet chaque année au moins une pièce commémorative de 2 € depuis 2004.

#### De 2004 à 2009
| 2004                             | |                        |
| Monogramme du grand-duc Henri    | |                        |
|                                  | À gauche, l'effigie du grand-duc Henri, regardant à droite, et sur la droite, son monogramme (la lettre H surmonté d'une couronne). Les douze étoiles européennes apparaissent en demi-cercle à la droite du monogramme. Le millésime 2004 et le nom du pays émetteur LËTZEBUERG sont inscrits en cercle au sommet de l'anneau. Les mots HENRI - Grand-Duc de Luxembourg apparaissent en bas de l'anneau. |                        |
| Graveur : Yvette Gastauer-Claire | \| Gravure sur la tranche : \| Date : \| Tirage : \| \| \| Juin 2004 \| 2,5 millions de pièces \| |                        |
| Gravure sur la tranche :         | Date : | Tirage :               |
|                                  | Juin 2004 | 2,5 millions de pièces |

| 2005 | |                        |
| 50e anniversaire du grand-duc Henri, 5e anniversaire de son accession au trône et le 100e anniversaire de la mort du Grand-Duc Adolphe | |                        |
| | Les effigie conjointes du Grand-Duc Henri et du Grand-Duc Adolphe regardant vers la droite. Ces effigies sont surmontées de la légende, inscrite en demi-cercle, GRANDS-DUCS DE LUXEMBOURG. Les textes HENRI * 1955 et ADOLPHE + 1905 figure sous leurs effigies respectives. Le millésime 2005 est inscrit en dessous. L'anneau externe de la pièce comporte les douze étoiles du drapeau européen placées entre les lettres du nom du pays émetteur LËTZEBUERG. |                        |
| Graveur : Yvette Gastauer-Claire | \| Gravure sur la tranche : \| Date : \| Tirage : \| \| \| Janvier 2005 \| 2,8 millions de pièces \| |                        |
| Gravure sur la tranche : | Date : | Tirage :               |
| | Janvier 2005 | 2,8 millions de pièces |

| 2006                                             | |                       |
| 25e anniversaire du grand-duc héritier Guillaume | |                       |
|                                                  | Les bustes conjoints du Grand-Duc Henri et de son fils, le Grand-Duc héritier Guillaume regardant vers la droite. Le millésime 2006 est inscrit en dessous des deux effigies. Le nom du pays émetteur LËTZEBUERG apparaît au-dessus des effigies, en demi-cercle. L'anneau externe de la pièce comporte les douze étoiles du drapeau européen. |                       |
| Graveur : Patrice Bernabei                       | \| Gravure sur la tranche : \| Date : \| Tirage : \| \| \| Janvier 2006 \| 1,1 million de pièces \| |                       |
| Gravure sur la tranche :                         | Date : | Tirage :              |
|                                                  | Janvier 2006 | 1,1 million de pièces |

| 2007                                        | |                       |
| Palais grand-ducal                          | |                       |
|                                             | Sur la droite, l'effigie du Grand-Duc Henri, de trois-quarts face regardant à gauche, devant la représentation du palais grand-ducal, qui figure sur le côté gauche. Le millésime 2007 est inscrit sur le côté gauche en vertical. Le nom du pays émetteur LËTZEBUERG apparaît sous le dessin. L'anneau externe de la pièce comporte les douze étoiles du drapeau européen. |                       |
| Graveur : Alain Hoffmann Thomas Pesendorfer | \| Gravure sur la tranche : \| Date : \| Tirage : \| \| \| Février 2007 \| 1,1 million de pièces \| |                       |
| Gravure sur la tranche :                    | Date : | Tirage :              |
|                                             | Février 2007 | 1,1 million de pièces |

| 2007                               | |                        |
| 50e anniversaire du traité de Rome | |                        |
|                                    | Tous les pays de la zone euro, dont le Luxembourg, ont émis le 25 mars 2007 une pièce commémorative de 2 € pour célébrer le 50e anniversaire du traité de Rome. Le centre de la pièce représente le traité signé par les six États membres fondateurs devant un arrière-plan évoquant le dallage, dessiné par Michel-Ange, de la place du Capitole, à Rome, où le traité a été signé le 25 mars 1957. Le mot EUROPE figure au-dessus du livre. La légende TRAITÉ DE ROME et 50 ANS est inscrite au-dessus du dessin. Le millésime 2007 et le nom du pays émetteur, en luxembourgeois, LËTZEBUERG sont inscrits sous le dessin. En filigrane, dans un disque sur le côté inférieur gauche de pièce, l'effigie du Grand-Duc Henri. L'anneau externe de la pièce comporte les douze étoiles du drapeau européen. |                        |
| Graveur :                          | \| Gravure sur la tranche : \| Date : \| Tirage : \| \| \| 25 mars 2007 \| 2,1 millions de pièces \| |                        |
| Gravure sur la tranche :           | Date : | Tirage :               |
|                                    | 25 mars 2007 | 2,1 millions de pièces |

| 2008                     | |                       |
| Château de Colmar-Berg   | |                       |
|                          | Au premier plan sur le côté gauche, l'effigie du Grand-Duc Henri de trois-quarts face regardant à droite et, à l'arrière-plan sur le côté droit, l'image du Château de Colmar-Berg. Le millésime 2008 est inscrit dans le haut. Le nom du pays émetteur LËTZEBUERG apparaît en bas. L'anneau externe de la pièce comporte les douze étoiles du drapeau européen. |                       |
| Graveur : Alain Hoffmann | \| Gravure sur la tranche : \| Date : \| Tirage : \| \| \| Février 2008 \| 1,3 million de pièces \| |                       |
| Gravure sur la tranche : | Date : | Tirage :              |
|                          | Février 2008 | 1,3 million de pièces |

| 2009                                                | |                       |
| 10e anniversaire de l'Union économique et monétaire | |                       |
|                                                     | Tous les pays de la zone euro ont émis le 1er janvier une pièce commémorative de 2 € pour célébrer le 10e anniversaire de l'Union économique et monétaire. Le centre de la pièce illustre, en filigrane, alternativement une silhouette humaine stylisée dont le bras gauche est prolongé par le symbole de l'euro ou l'effigie du Grand-Duc Henri. Le nom du pays émetteur LËTZEBUERG apparaît dans la partie supérieure, tandis que l'indication 1999-2009 et l'acronyme UEM (pour Union économique et monétaire) apparaissent dans la partie inférieure. L'anneau externe de la pièce représente les douze étoiles du drapeau européen. |                       |
| Graveur : Geórgios Stamatópoulos                    | \| Gravure sur la tranche : \| Date : \| Tirage : \| \| \| 1er janvier 2009 \| 1,4 million de pièces \| |                       |
| Gravure sur la tranche :                            | Date : | Tirage :              |
|                                                     | 1er janvier 2009 | 1,4 million de pièces |

| 2009                                                                     | |                       |
| 90e anniversaire de l'accession au trône de la Grande-Duchesse Charlotte | |                       |
|                                                                          | Sur le côté gauche de son anneau interne, la pièce représente l'effigie de son Altesse royale le Grand-Duc Henri superposée à l'effigie de la Grande-Duchesse Charlotte, tous deux tournés vers la gauche. Le texte «LËTZEBUERG», aligné verticalement, et le millésime «2009», encadré par la marque du maître et la marque d'atelier, apparaissent sur le côté droit de l'anneau interne de la pièce. L'anneau externe de la pièce comporte les douze étoiles du drapeau européen. |                       |
| Graveur : Alain Hoffmann                                                 | \| Gravure sur la tranche : \| Date : \| Tirage : \| \| \| Janvier 2009 \| 1,4 million de pièces \| |                       |
| Gravure sur la tranche :                                                 | Date : | Tirage :              |
|                                                                          | Janvier 2009 | 1,4 million de pièces |

#### De 2010 à 2019
| 2010                     | |                     |
| Armoiries du Grand-Duc   | |                     |
|                          | À gauche, l'effigie du Grand-Duc Henri regardant vers la droite et, à droite, les armoiries du Grand-Duc, au-dessus desquelles figure le millésime 2010. En bas, l'indication du pays émetteur LËTZEBUERG. L'anneau externe de la pièce comporte les douze étoiles du drapeau européen. |                     |
| Graveur :                | \| Gravure sur la tranche : \| Date : \| Tirage : \| \| \| 14 janvier 2010 \| 1 million de pièces \| |                     |
| Gravure sur la tranche : | Date : | Tirage :            |
|                          | 14 janvier 2010 | 1 million de pièces |

| 2011 | |                       |
| 50e anniversaire de la désignation de Jean comme Lieutenant-Représentant par sa mère, la Grande-Duchesse Charlotte | |                       |
| | L'effigie du Grand-Duc Henri, le regard tourné vers la gauche, superposée aux effigies du Grand-Duc Jean et de la Grande-Duchesse Charlotte. Le nom du pays émetteur LËTZEBUERG figure au-dessus des trois effigies. Il est lui-même surmonté du millésime 2011. Sous l'effigie de chacun des souverains figure son nom : Charlotte, Jean et Henri. L'anneau externe de la pièce comporte les douze étoiles du drapeau européen. |                       |
| Graveur : Alain Hoffmann                                                                                           | \| Gravure sur la tranche : \| Date : \| Tirage : \| \| \| 2 février 2011 \| 1,4 million de pièces \| |                       |
| Gravure sur la tranche :                                                                                           | Date : | Tirage :              |
| | 2 février 2011 | 1,4 million de pièces |

| 2012                                                                         | |                |
| 10e anniversaire de la mise en circulation des billets et des pièces en euro | |                |
|                                                                              | Le dessin au centre de la pièce symbolise la place acquise en dix ans par l'euro, qui est désormais un acteur mondial à part entière, et son importance dans la vie quotidienne, différents aspects étant décrits : les citoyens (représentés par une famille de quatre personnes), le commerce (le bateau), l'industrie (l'usine) et l'énergie (les éoliennes). Au centre, un filigrane montre alternativement le signe € ou l'effigie du Grand-Duc Henri. Le nom du pays émetteur LËTZEBUERG est apposé en haut de la pièce. L'anneau externe de la pièce comporte les douze étoiles du drapeau européen. |                |
| Graveur : Helmut Andexlinger                                                 | \| Gravure sur la tranche : \| Date : \| Tirage : \| \| \| 31 janvier 2012 \| 525 000 pièces \| |                |
| Gravure sur la tranche :                                                     | Date : | Tirage :       |
|                                                                              | 31 janvier 2012 | 525 000 pièces |

| 2012                                                   | |                       |
| 100e anniversaire de la mort du Grand-Duc Guillaume IV | |                       |
|                                                        | Les effigies conjointes du Grand-Duc Henri et de son aïeul le Grand-Duc Guillaume IV, tournées vers la droite, devant une vue de la ville de Luxembourg. La légende GRANDS-DUCS DE LUXEMBOURG et le millésime 2012 apparaissent au-dessus des effigies. Le nom HENRI apparaît sous l'effigie du grand-duc actuel et le nom GUILLAUME IV ainsi que le texte † 1912 apparaît sous l'effigie de ce dernier. L'anneau extérieur de la pièce comporte les douze étoiles du drapeau européen. |                       |
| Graveur : Alain Hoffmann                               | \| Gravure sur la tranche : \| Date : \| Tirage : \| \| \| Janvier 2012 \| 1,4 million de pièces \| |                       |
| Gravure sur la tranche :                               | Date : | Tirage :              |
|                                                        | Janvier 2012 | 1,4 million de pièces |

| 2012                                                                                | |                |
| Mariage du Grand-Duc héritier Guillaume et de la comtesse belge Stéphanie de Lannoy | |                |
|                                                                                     | Le Grand-Duc Henri derrière le couple princier (la princesse Stéphanie à gauche et le prince Guillaume à droite). Devant eux, la légende PRËNZENHOCHZÄIT (mariage princier), le nom du pays émetteur LËTZEBUERG et le millésime 2012. L'anneau extérieur de la pièce comporte les douze étoiles du drapeau européen. |                |
| Graveur : Alain Hoffmann                                                            | \| Gravure sur la tranche : \| Date : \| Tirage : \| \| \| Janvier 2013 \| 500 000 pièces \| |                |
| Gravure sur la tranche :                                                            | Date : | Tirage :       |
|                                                                                     | Janvier 2013 | 500 000 pièces |

| 2013                                                                | |                       |
| 20e anniversaire de l'adoption de Ons Heemecht comme hymne national | |                       |
|                                                                     | L'effigie du Grand-Duc Henri, à droite, et la partition de l'hymne national à gauche, sous le texte Ons Heemecht. En bas, le nom du pays émetteur LËTZEBUERG et le millésime 2013. L'anneau externe de la pièce comporte les douze étoiles du drapeau européen. |                       |
| Graveur : Christoph Becker                                          | \| Gravure sur la tranche : \| Date : \| Tirage : \| \| \| Septembre 2013 \| 1,4 million de pièces \| |                       |
| Gravure sur la tranche :                                            | Date : | Tirage :              |
|                                                                     | Septembre 2013 | 1,4 million de pièces |

| 2014                                                             | |                       |
| 175e anniversaire de l'indépendance du Grand-Duché de Luxembourg | |                       |
|                                                                  | L'effigie du Grand-Duc Henri, tournée vers la droite. À gauche, en vertical, l'année 1839, le millésime 2014 et le nom du pays émetteur LËTZBUERG. Au bas, la légende ONOFHÄNGEGKEET (indépendance) et 175 Joër (175 ans). L'anneau externe de la pièce comporte les douze étoiles du drapeau européen. |                       |
| Graveur :                                                        | \| Gravure sur la tranche : \| Date : \| Tirage : \| \| \| 6 février 2014 \| 1,4 million de pièces \| |                       |
| Gravure sur la tranche :                                         | Date : | Tirage :              |
|                                                                  | 6 février 2014 | 1,4 million de pièces |

| 2014                                                       | |                       |
| 50e anniversaire de l'accession au trône du Grand-Duc Jean | |                       |
|                                                            | Les effigies des Grands-Ducs Jean et Henri tournées vers la gauche et surmontées d'une couronne. Sous chaque effigie, leurs noms : Jean et Henri, et le millésime 2014. Au-dessus de l'effigie du Grand-Duc Jean : l'année de son accession au trône : 1964. Le tout est entouré de la légende 50e ANNIVERSAIRE DE L'ACCESSION AU TRÔNE DU GRAND-DUC JEAN. L'anneau externe de la pièce comporte les douze étoiles du drapeau européen. |                       |
| Graveur : Alain Hoffmann                                   | \| Gravure sur la tranche : \| Date : \| Tirage : \| \| \| 23 octobre 2014 \| 1,4 million de pièces \| |                       |
| Gravure sur la tranche :                                   | Date : | Tirage :              |
|                                                            | 23 octobre 2014 | 1,4 million de pièces |

| 2015                                                        | |                       |
| 15e anniversaire de l'accession au trône du Grand-Duc Henri | |                       |
|                                                             | Effigies du Grand-Duc Henri et de la Grande-Duchesse María Teresa au-dessus de la légende, en deux lignes, 15e anniversaire de l'accession au trône de S.A.R. le Grand-Duc. En haut, à droite, le nom du pays émetteur Luxembourg entre l'année d'accession au trône d'Henri, 2000, et le millésime 2015. L'anneau externe de la pièce comporte les douze étoiles du drapeau européen. |                       |
| Graveur :                                                   | \| Gravure sur la tranche : \| Date : \| Tirage : \| \| \| Mars 2015 \| 1,4 million de pièces \| |                       |
| Gravure sur la tranche :                                    | Date : | Tirage :              |
|                                                             | Mars 2015 | 1,4 million de pièces |

| 2015                                              | |                       |
| 125e anniversaire de la Dynastie Nassau-Weilbourg | |                       |
|                                                   | Sur la partie gauche, l'effigie du Grand-Duc Henri. Sur la partie droite, en arc de cercle, les effigies des 5 premiers monarques de la dynastie Nassau-Weilbourg, de plus en plus grandes, dans l'ordre de règne, en commençant en haut : Adolphe (1890-1905), Guillaume IV (1905-1912), Marie-Adélaïde (1912-1919), Charlotte (1919-1964) et Jean. Les deux parties sont séparées par la mention du pays émetteur en vertical LUXEMBOURG et par le millésime 2015 au centre de la pièce, également en vertical. À droite la légende 1890 - DYNASTIE NASSAU-WEILBOURG. L'anneau externe de la pièce comporte les douze étoiles du drapeau européen. |                       |
| Graveur :                                         | \| Gravure sur la tranche : \| Date : \| Tirage : \| \| \| Août 2015 \| 1,4 million de pièces \| |                       |
| Gravure sur la tranche :                          | Date : | Tirage :              |
|                                                   | Août 2015 | 1,4 million de pièces |

| 2015                                                                                             | |                       |
| 30e anniversaire de l'adoption du drapeau européen par l'union européenne, pièce luxembourgeoise | |                       |
|                                                                                                  | Le drapeau européen dessiné grossièrement, entouré par douze bonshommes stylisés et comportant un hologramme permettant de faire apparaître alternativement le drapeau ou l'effigie du Grand-Duc Henri. En haut à droite, le nom du pays émetteur LËTZEBUERG suivi des années 1985-2015. L'anneau externe de la pièce comporte les douze étoiles du drapeau européen. |                       |
| Graveur : Geórgios Stamatópoulos                                                                 | \| Gravure sur la tranche : \| Date : \| Tirage : \| \| \| Novembre 2015 \| 1,4 million de pièces \| |                       |
| Gravure sur la tranche :                                                                         | Date : | Tirage :              |
|                                                                                                  | Novembre 2015 | 1,4 million de pièces |

| 2016                                                             | |                     |
| 50e anniversaire du Pont grande-duchesse Charlotte, à Luxembourg | |                     |
|                                                                  | La représentation du Pont Grande-Duchesse Charlotte, à Luxembourg, sur lequel est placée la légende Pont Grande-Duchesse Charlotte et, en dessous l'année de sa construction 1966. En haut, l'effigie du Grand-Duc Henri, tournée légèrement vers la droite. À sa gauche, le millésime 2016. En bas, la mention du pays émetteur en français LUXEMBOURG. L'anneau externe de la pièce comporte les douze étoiles du drapeau européen. |                     |
| Graveur :                                                        | \| Gravure sur la tranche : \| Date : \| Tirage : \| \| \| Février-mars 2016 \| 1 million de pièces \| |                     |
| Gravure sur la tranche :                                         | Date : | Tirage :            |
|                                                                  | Février-mars 2016 | 1 million de pièces |

| 2017                                                               | |                |
| 50e anniversaire du volontariat auprès de l'armée luxembourgeoise, | |                |
|                                                                    | À gauche, le logo de l'anniversaire composé du texte 50 JOER FRAÏWËLLEGEN-ARMÉI (50 ans armée volontaire). À l'intérieur du O de JOER, les armoiries de l'armée luxembourgeoise. À droite, l'effigie orientée vers la droite du Grand-Duc Henri. L'anneau externe de la pièce comporte les douze étoiles du drapeau européen. |                |
| Graveur :                                                          | \| Gravure sur la tranche : \| Date : \| Tirage : \| \| \| Janvier 2017 \| 500 000 pièces \| |                |
| Gravure sur la tranche :                                           | Date : | Tirage :       |
|                                                                    | Janvier 2017 | 500 000 pièces |

| 2017                                                                                          | |                |
| 200e anniversaire de la naissance du Grand-Duc Guillaume III, le 19 février 1817 à Bruxelles, | |                |
|                                                                                               | Le centre de la pièce est séparé en deux par une ligne verticale. À gauche de la ligne, l'effigie du Grand-Duc Henri tourné vers la gauche, son nom HENRI en bas et le millésime 2017 en haut. À droite, le buste du Grand-Duc Guillaume III en uniforme, tourné légèrement vers la gauche. En haut, en arc de cercle, son nom GUILLAUME III suivi d'une étoile et de son année de naissance 1817. En bas, en dessous des deux effigies, la légende GRANDS-DUCS DE LUXEMBOURG. L'anneau externe de la pièce comporte les douze étoiles du drapeau européen. |                |
| Graveur :                                                                                     | \| Gravure sur la tranche : \| Date : \| Tirage : \| \| \| Octobre/novembre 2017 \| 500 000 pièces \| |                |
| Gravure sur la tranche :                                                                      | Date : | Tirage :       |
|                                                                                               | Octobre/novembre 2017 | 500 000 pièces |

| 2018                                                                          | |                |
| 150e anniversaire de la Constitution du Luxembourg, entrée en vigueur en 1868 | |                |
|                                                                               | Buste du Grand-Duc Henri, légèrement tourné vers la droite, au-dessus d'un livre ouvert, vu latéralement. À droite du Grand-Duc, les années 1868-2018 en deux lignes et la mention 150 ANS. Au-dessus du livre, le début de la légende CONSTITUTION DU GRAND-DUCHÉ DE (en deux lignes). En dessous du livre, la fin de la légende mentionnant le pays émetteur LUXEMBOURG. L'anneau externe de la pièce comporte les douze étoiles du drapeau européen. |                |
| Graveur :                                                                     | \| Gravure sur la tranche : \| Date : \| Tirage : \| \| \| Janvier 2018 \| 500 000 pièces \| |                |
| Gravure sur la tranche :                                                      | Date : | Tirage :       |
|                                                                               | Janvier 2018 | 500 000 pièces |

| 2018                                                                                             | |                |
| 175e anniversaire de la mort du Grand-Duc Guillaume Ier, le 12 décembre 1843 à Berlin, en Prusse | |                |
|                                                                                                  | À gauche, le buste du Grand-Duc et Roi des Pays-Bas Guillaume Ier. À droite, le buste du Grand-Duc Henri tourné vers la gauche. Entre les deux visages, à la verticale, empiétant sur l'anneau externe, le nom GUILLAUME Ier et ses années de naissance et de mort 1772-1843. En bas, sous les deux bustes, la mention du pays émetteur LUXEMBOURG surmontée du millésime 2018. L'anneau externe de la pièce comporte les douze étoiles du drapeau européen. |                |
| Graveur :                                                                                        | \| Gravure sur la tranche : \| Date : \| Tirage : \| \| \| Septembre 2018 \| 500 000 pièces \| |                |
| Gravure sur la tranche :                                                                         | Date : | Tirage :       |
|                                                                                                  | Septembre 2018 | 500 000 pièces |

| 2019                                                                                          | |                     |
| 100e anniversaire de l'accession au trône de la Grande-Duchesse Charlotte, le 15 janvier 1919 | |                     |
|                                                                                               | Côte à côte, les effigies de face du Grand-Duc Henri et de la Grande-Duchesse Charlotte. La légende Centenaire de l'accession au trône de la Grande-Duchesse Charlotte entoure une grande partie des deux effigies. En bas, la mention du pays émetteur LUXEMBOURG au-dessus du millésime 2019. L'anneau externe de la pièce comporte les douze étoiles du drapeau européen. |                     |
| Graveur :                                                                                     | \| Gravure sur la tranche : \| Date : \| Tirage : \| \| \| Janvier 2019 \| 500 000 exemplaires \| |                     |
| Gravure sur la tranche :                                                                      | Date : | Tirage :            |
|                                                                                               | Janvier 2019 | 500 000 exemplaires |

| 2019                                                                                          | |                |
| 100e anniversaire de l'introduction du suffrage universel au Luxembourg, votée le 8 mai 1919, | |                |
|                                                                                               | Buste du Grand-Duc Henri, légèrement tourné vers la droite, à côté d'une urne dans laquelle une main introduit un bulletin de vote. En haut, la légende Centenaire du suffrage universel et les années 1919- 2019. En bas, la mention du pays émetteur LUXEMBOURG. L'anneau externe de la pièce comporte les douze étoiles du drapeau européen. |                |
| Graveur :                                                                                     | \| Gravure sur la tranche : \| Date : \| Tirage : \| \| \| Octobre 2019 \| 313 500 pièces \| |                |
| Gravure sur la tranche :                                                                      | Date : | Tirage :       |
|                                                                                               | Octobre 2019 | 313 500 pièces |

#### Depuis 2020
| 2020 | |                |
| 200e anniversaire de la naissance du Prince Henri d'Orange-Nassau, le 13 juin 1820 au Palais de Soestdijk, aux Pays-Bas | |                |
| | Effigies conjointes du Prince Henri d'Orange-Nassau et du Grand-Duc Henri. À gauche, la légende Prince Henri d'Orange-Nassau. Sous les effigies, la mention du pays émetteur LUXEMBOURG, au-dessus du millésime 2020. |                |
| Graveur : | \| Gravure sur la tranche : \| Date : \| Tirage : \| \| \| Juillet 2020 \| 300 000 pièces \| |                |
| Gravure sur la tranche :                                                                                                | Date : | Tirage :       |
| | Juillet 2020 | 300 000 pièces |

| 2020                                                     | |                |
| Naissance du Prince Charles, le 10 mai 2020 à Luxembourg | |                |
|                                                          | Le Prince Guillaume et la Princesse Stéphanie tenant le Prince Charles, bébé, dans les bras. En bas, la légende S.A.R. DE PRËNZ CHARLES (S.A.R. le Prince Charles) au-dessus de sa date de naissance 10.05.2020 précédé d'une étoile. À gauche, en vertical, la mention du pays émetteur LËTZBUERG. À gauche du U, le monogramme couronné du Grand-Duc Henri. L'anneau externe de la pièce comporte les douze étoiles du drapeau européen. Deux versions existent : l'une avec une gravure classique et l'autre, destinée à la circulation, en version hologramme. Pour la première fois, sur une pièce de 2 € émise par le Luxembourg, le Grand-Duc Henri n'apparaît pas sur la pièce. |                |
| Graveur :                                                | \| Gravure sur la tranche : \| Date : \| Tirage : \| \| \| Décembre 2020 \| 320 000 pièces \| |                |
| Gravure sur la tranche :                                 | Date : | Tirage :       |
|                                                          | Décembre 2020 | 320 000 pièces |

| 2021                                                                                             | |                |
| 100e anniversaire de la naissance du Grand-Duc Jean, le 5 janvier 1921 au château de Colmar-Berg | |                |
|                                                                                                  | La pièce existe en deux versions, l'une avec les portraits en gravure classique, l'autre avec les portraits en version hologramme. Portraits du Grand-Duc Jean (en buste, à gauche) et du Grand-Duc Henri (à droite). Les noms des deux Grands-Ducs, JEAN et HENRI sont indiqués verticalement à côté de chaque effigie, ainsi que l’année de naissance 1921 du Grand-Duc Jean. Sous les portraits figure une représentation stylisée de la ville de Luxembourg avec le pont Adolphe. En haut à gauche en arc de cercle, la mention GROUSSHERZOGE VU LËTZEBUERG (Grand-Duc de Luxembourg) qui désigne également le pays d’émission (le mot LËTZEBUERG est de taille plus grande). L’année d’émission, 2021, apparaît sous le pont. |                |
| Graveur :                                                                                        | \| Gravure sur la tranche : \| Date : \| Tirage : \| \| \| Janvier 2021 \| 500 000 pièces \| |                |
| Gravure sur la tranche :                                                                         | Date : | Tirage :       |
|                                                                                                  | Janvier 2021 | 500 000 pièces |

| 2021 | |                |
| 40e anniversaire du mariage du Grand-Duc Henri et de la Grande-Duchesse María Teresa, le 14 février 1981 | |                |
| | La pièce existe en deux versions, l'une avec les portraits en gravure classique, l'autre avec les portraits en version hologramme. Portraits de la Grande-Duchesse María Teresa (à gauche) et du Grand-Duc Henri (à droite). Sous les effigies, la date du mariage 14. FEBRUAR 1981 (14 février 1981) et deux alliances entrelacées, suivies du millésime 2021. La mention du pays émetteur LËTZEBUERG est inscrite au-dessous. L’anneau extérieur de la pièce comporte les douze étoiles du drapeau européen. |                |
| Graveur :                                                                                                | \| Gravure sur la tranche : \| Date : \| Tirage : \| \| \| Février 2021 \| 500 000 pièces \| |                |
| Gravure sur la tranche :                                                                                 | Date : | Tirage :       |
| | Février 2021 | 500 000 pièces |

| 2022                                                                | |                |
| 50e anniversaire de l'adoption officielle du drapeau luxembourgeois | |                |
|                                                                     | À gauche, portrait en buste du Grand-Duc Henri ; à droite, le drapeau tricolore luxembourgeois (les couleurs rouge-blanc-bleu étant reproduites selon les conventions héraldiques) encadré par les années 1972 (au-dessus), et 2022 (en dessous). Le nom du pays émetteur, LËTZEBUERG est inscrit dans la partie inférieure. L’anneau extérieur de la pièce comporte les douze étoiles du drapeau européen. |                |
| Graveur :                                                           | \| Gravure sur la tranche : \| Date : \| Tirage : \| \| \| janvier 2022 \| 500 000 pièces \| |                |
| Gravure sur la tranche :                                            | Date : | Tirage :       |
|                                                                     | janvier 2022 | 500 000 pièces |

| 2022                                                                                                  | |
| 10e anniversaire de mariage Grand-Duc héritier Guillaume et de la Grande-Duchesse héritière Stéphanie | |
| | Le dessin représente les effigies du Grand-Duc héritier Guillaume et de la Grande-Duchesse héritière Stéphanie. Près des effigies apparaissent leurs noms respectifs sous forme semi-circulaire. Deux alliances figurent à gauche du millésime 2022. Au bas du dessin sont écrites la mention du pays émetteur, «LËTZEBUERG», et la date du mariage, «20 Oktober 2012». Le monogramme (lettre «H» surmontée d’une couronne) représente le Grand-Duc Henri. |
| Graveur :                                                                                             | \| Gravure sur la tranche : \| Tirage : \| \| \| 500 000 pièces \| |
| Gravure sur la tranche :                                                                              | Tirage : |
| | 500 000 pièces |

| 2022                                                | |
| 35e anniversaire du programme Erasmus, créé en 1987 | |
|                                                     | Tous les pays de l'Union européenne utilisant l'euro émettent une pièce de 2 euros commémorative pour le 35e anniversaire du programme Erasmus. Le philosophe, humaniste et théologien néerlandais Érasme écrivant, d'après le tableau Desiderius Erasmus de Hans Holbein le Jeune, entouré d'une série de lien formant des étoiles et le nombre 35. Sur son flanc, les années 1987-2022, les mots ERASMUS PROGRAMME et la mention du pays émetteur LËTZEBUERG. En haut, un hologramme avec l'effigie du Grand-Duc Henri. L'anneau externe de la pièce comporte les douze étoiles du drapeau européen. |
| Graveur : Joaquin Jimenez                           | \| Gravure sur la tranche : \| Tirage : \| \| \| 500 000 pièces \| |
| Gravure sur la tranche :                            | Tirage : |
|                                                     | 500 000 pièces |

| 2023                                                                       | |                  |
| 175e anniversaire de la Chambre des députés et de la première Constitution | |                  |
|                                                                            | Le dessin représente à gauche l’effigie du grand-duc Henri et, à droite, le bâtiment de la Chambre des députés. L’année «1848» et le texte «Chambre des députés» apparaissent au-dessus et à droite du bâtiment. En bas au centre figurent le nom du pays émetteur, «LUXEMBOURG», ainsi que le millésime, «2023». |                  |
| Graveur :                                                                  | \| Gravure sur la tranche : \| Date : \| Tirage : \| \| \| 24 avril 2023 \| 1 200 000 pièces \| |                  |
| Gravure sur la tranche :                                                   | Date : | Tirage :         |
|                                                                            | 24 avril 2023 | 1 200 000 pièces |

| 2023                                                                   | |                  |
| 25e anniversaire de l'admission du Grand-duc Henri comme membre du CIO | |                  |
|                                                                        | Le dessin représente l’effigie du Grand-Duc Henri regardant vers la droite et vers le chiffre «25». Plusieurs pictogrammes de disciplines olympiques sont représentés à proximité de l’effigie. En dessous de l’effigie, trois anneaux entrelacés enrichissent le dessin. En bas à droite, le texte «MEMBER VUM INTERNATIONALEN OLYMPESCHE KOMMITEE» est représenté. Le nom du pays «LËTZEBUERG» ainsi que le texte «GROUSSHERZOG HENRI» sont représentés sur la gauche. |                  |
| Graveur :                                                              | \| Gravure sur la tranche : \| Date : \| Tirage : \| \| \| 24 avril 2023 \| 1 200 000 pièces \| |                  |
| Gravure sur la tranche :                                               | Date : | Tirage :         |
|                                                                        | 24 avril 2023 | 1 200 000 pièces |

### Production

#### Ateliers de frappe
Le Luxembourg ne frappe pas ses propres pièces : jusqu'en 2004, et à nouveau depuis 2009, elles ont été produites par la Monnaie royale des Pays-Bas à Utrecht. La Suomen Rahapaja (Monnaie de Finlande), à Helsinki, a produit les pièces de 2005 et 2006. La Monnaie de Paris, à Pessac, a produit les pièces de 2007 et 2008.

## Pièces de collection
Le Luxembourg émet également des pièces de collection, qui ont valeur légale (et peuvent donc être utilisées chez les commerçants) uniquement au Luxembourg.